# Magna charta libertatum

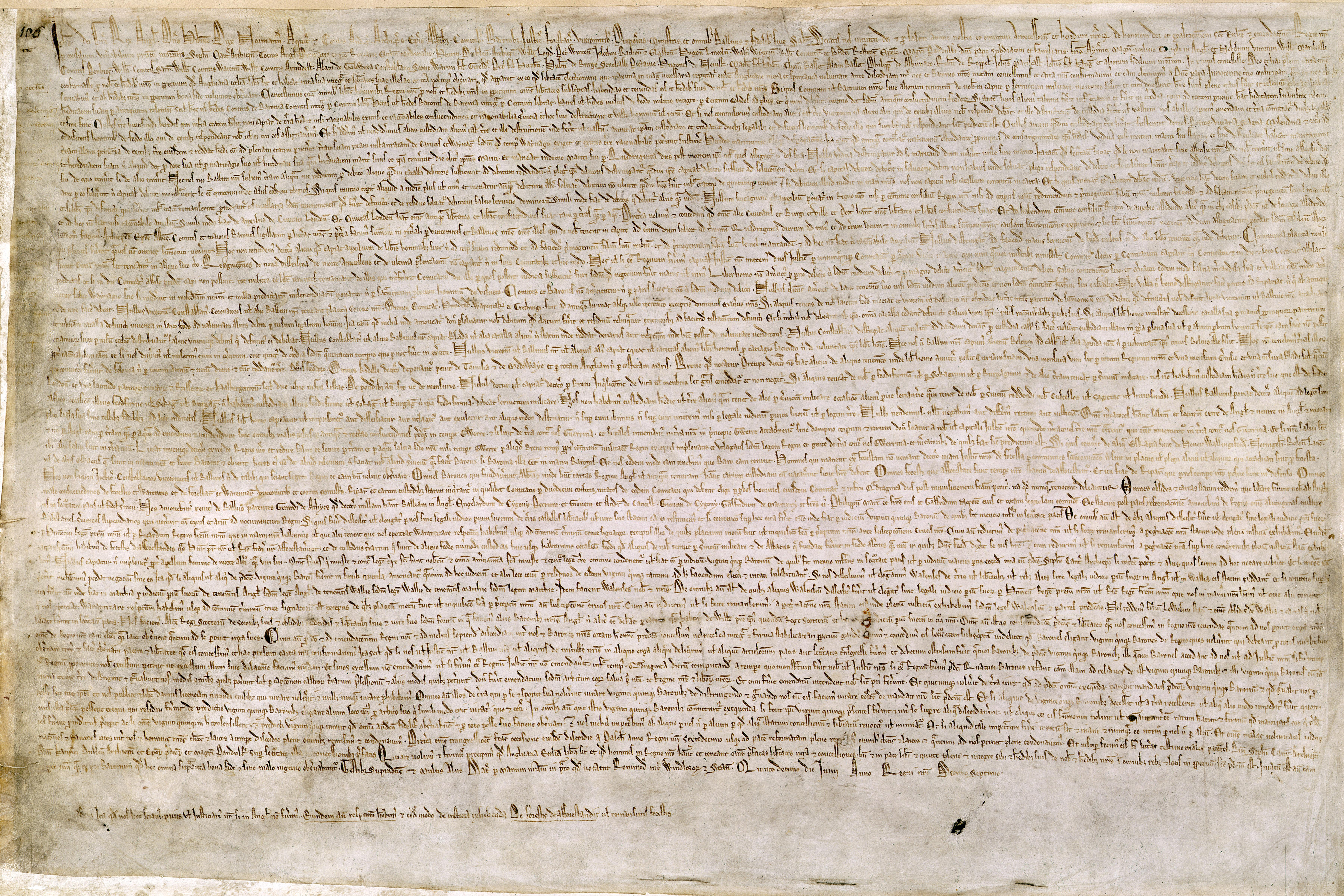
Magna charta, verze z roku 1215

Magna charta libertatum, také Magna Carta (dle středověké latiny), nebo také Velká listina svobod, je anglický právní dokument původně vydaný roku 1215. Omezoval některé panovníkovy pravomoci, vyžadoval, aby respektoval zákonné procedury a aby akceptoval, že jeho rozhodování bude omezeno zákonem. Výslovně vyjmenovával některá práva jeho poddaných, z nichž nejdůležitější bylo právo odvolání se proti nezákonnému uvěznění.

## Význam
Předchůdcem Magny charty byla Listina svobod (Charter of Liberties) z roku 1100, kterou Jindřich I. při korunovaci omezil v určitých bodech svou moc vůči šlechtě. Magna charta prakticky ve středověku nijak výrazně neomezovala pravomoci panovníka, ale v 17. století v době občanské války se stala důležitým symbolem pro ty, kteří chtěli zdůraznit, že jednání krále podléhá zákonům. Charta začala být vykládána jako domnělý návrat k anglosaským svobodám, které byly omezeny po normanském záboru Anglie.
Tato listina bývá považována za nejvýznamnější raný dokument v dlouhodobém historickém procesu vedoucím k současnému britskému ústavnímu právu. Magna charta ovlivnila vývoj anglosaského zvykového práva a mnoha ústavních dokumentů jako například Ústavu Spojených států amerických. V průběhu středověku bylo mnoho článků charty renovováno a tento proces probíhal až do konce 18. století.
Ve druhé polovině 19. století byla většina původních ustanovení z anglického práva zrušena. Běžně je chápána jako dokument vydaný roku 1215 (jsou dochovány 4 exempláře a jeden z nich je uložen v Salisbury). V následujících letech však byly vydány další upravené verze tohoto dokumentu a verze, která je vystavena v muzeu ve Washingtonu, D. C., pochází z roku 1297.

## Pozadí vzniku charty

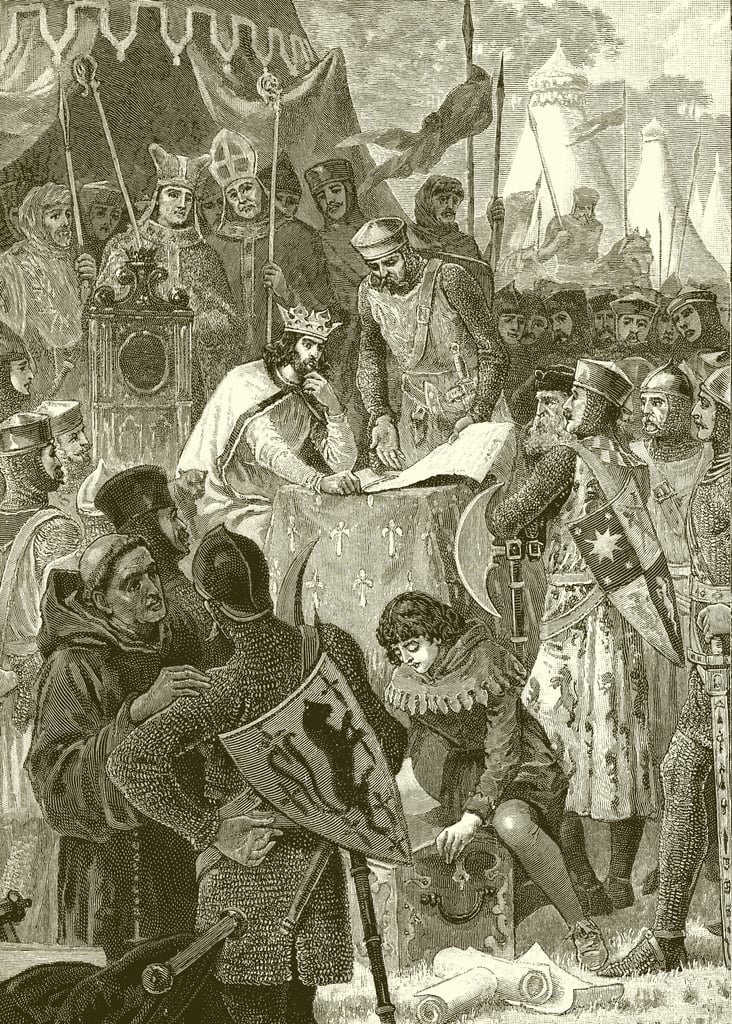
Král Jan Bezzemek stvrzující závazky Magny charty

Po ovládnutí Anglie Normany roku 1066 a v letech následujících se anglický král stal mocným a vlivným panovníkem v rámci Evropy. Faktory, které k tomu vedly, byla organizovaná centralizovaná vláda založená na normandském systému správy a rozsáhlé vlastnictví půdy v Normandii. Po korunovaci krále Jana Bezzemka na počátku 13. století vedla série neúspěchů v domácí a zahraniční politice ke vzpouře baronů a k jejich pokusu omezit pravomoci panovníka zákony.
Janovy akce ve Francii byly hlavní příčinou nespokojenosti. Po smrti krále Richarda I. nebylo nástupnictví na anglický trůn zcela jasné. Král Jan byl korunován na úkor Richardova synovce Artura. Protože Artur měl nárok na panství Anjou, potřeboval Jan souhlas francouzského krále Filipa. Aby ho získal, odstoupil mu velkou část francouzského území v Anjou.
Po porážce Janových vojsk v Bitvě u Bouvines Filip obsadil všechna území na severu Francie včetně Normandie. Tyto vojenské neúspěchy, v nichž Anglie přišla o příjmy z bohaté kolonie, měly vliv na Janovu neoblíbenost. Místo aby snížil své náklady, vyhlásil nové daně. Dalším důvodem nespokojenosti byly spory mezi mnichy canterburského biskupství, kteří chtěli získat kontrolu nad volbou arcibiskupa canterburského, a králem Janem, který prosazoval svého kandidáta.
Roku 1215 některým vlivným šlechticům došla trpělivost a vstoupili 10. června 1215 do Londýna s vojenskou silou a měšťané jim vyjádřili podporu tím, že jim otevřeli brány města. Tato akce neskončila vzpourou, ale šlechtici přinutili krále Jana souhlasit s Articles of the Barons, ke kterým byla připojena jeho pečeť, na louce u Runnymede 15. června 1215. Na oplátku šlechtici obnovili 19. června přísahu věrnosti králi Janovi. Formální dokument, na němž je zachycena tato dohoda, byl zpracován královským archívem 15. července a tato listina je originální Magnou chartou. Byl zhotoven i neznámý počet kopií, které byly rozeslány na úřední místa jako biskupství a královským šerifům.
Nejdůležitější klauzulí pro krále Jana byl článek 61, známý jako bezpečnostní klauzule, nejdelší část dokumentu. Ta ustanovila výbor 25 baronů, kteří se mohli kdykoli sejít a zrušit rozhodnutí krále, a to i za použití síly k obsazení královských hradů. Toto ustanovení neutralizovalo Janovu moc a poté, co šlechtici opustili Londýn, je odvolal, což vyústilo v první válku baronů. Opatření omezující moc krále anuloval i papež Innocenc III. Král Jan zemřel v průběhu občanské války 19. října 1216 na úplavici.
Po jeho smrti byl králem korunován jeho devítiletý syn Jindřich III. Plantagenet. Jeho regenti vydali novou verzi Magny charty bez kontroverzního článku 61 a po dosažení Jindřichových 18 let vydal král obnovenou verzi, která obsahovala pouze 37 článků.

## Obsah
Magna charta byla původně psaná v latinském jazyce. Velká část byla převzata z Listiny svobod Jindřicha I. z roku 1100, kterou vydal po svém nástupu na trůn a která svazovala pravomoci panovníka určitými zákony s ohledem na zájmy církevních hodnostářů a šlechty. Tento dokument zajišťoval určité svobody církvi a šlechticům.
Dokument označovaný jako Magna charta není původní dokument z roku 1215, ale pozdější verze z roku 1225 a obvykle bývá předváděn dokument z roku 1297, kdy byla odsouhlasena Eduardem I. Charta z roku 1215 obsahovala mnoho bodů, které nebyly míněny jako dlouhodobé závazky panovníka, ale měly poukázat na současné problémy. Dalších 200 let pak každý panovník potvrdil závazek uznávat tato ustanovení vydáním vlastní verze dokumentu.
Magna charta obsahuje 63 článků, ve kterých je uveden například slib o svolávání zástupců šlechty a měst kvůli daním, svobodná volba biskupů a opatů, dodržování zvykového práva, zavedení jednotných měr a vah či povolení přístupu cizím obchodníkům na území Anglie.
Pro moderní dobu je nejdůležitějším ustanovením Charty Habeas corpus – původně soudní listina specifikující předvolání osob k soudu, který se později vyvinul na právo na legitimní a důstojné zacházení státních institucí s vězni a později všemi lidmi obecně. Tato ustanovení jsou odvozena z článků 36, 38, 39 a 40 dokumentu z roku 1215. Právo Habeas corpus platilo původně jen pro šlechtu, v 17. století bylo rozšířeno na rytíře a později postupně na všechny. Např. Británie princip důstojného zacházení ukotvila zákonem Habeas Corpus Act of 1679 a po roce 1772 vedl ke zrušení otroctví v Anglii; a Spojené státy tento princip přijaly do své ústavy roku 1789.
Dalšími odstavci, které jsou uplatňovány v současném právu Anglie a Walesu, je odstavec 1 garantující nezávislost Anglikánské církve, článek 13 zaručující středověké svobody londýnské City a článek 39 garantující právo na řádný soud.
Velký význam pro ústavní právo měly články 14 a 61, které povolovaly zřízení rady sestávající z nejvlivnějších mužů království. Tato rada měla fungovat spíše pro blaho země, než k omezení pravomocí panovníka. Její členové měli právo v některých zvláštních případech odvolat přísahu věrnosti panovníkovi a vyjádřit věrnost této radě. Tato rada byla zodpovědná za vyhlašování daní a byla první institucí, kterou bylo možno nazvat parlamentem, i když jeho pravomoci měly daleko do oprávnění současného Parlamentu Spojeného království.

## Pokus o krádež
26. října 2018 se jistý 45letý „muž s útočnou zbraní“ pokoušel rozbít vitrínu a ukrást Magnu chartu, jež je vystavena v expozici v katedrále anglického Salisbury.